# Rotan Semelur
Rotan Semelur is een bestuurslaag in het regentschap Indragiri Hilir van de provincie Riau, Indonesië. Rotan Semelur telt 8899 inwoners (volkstelling 2010).